# Kent Smith
Kent Smith (New York, 19 maart 1907 - Woodland Hills, 23 april 1985) was een Amerikaans acteur in films en televisieseries.

## Biografie
Smith werd in 1907 geboren als Frank Kent Smith in New York en maakte zijn debuut op Broadway in 1932 in het theaterstuk Men Must Fight tezamen met Robert Young. Na een paar jaar verhuisde hij naar Hollywood waar hij zijn filmdebuut maakte in The Garden Murder Case.
Zijn grootste succes bekwam hij in de jaren 1940 met een groot aantallen rollen in speelfilms en Kent trad als acteur op in films tot in de jaren 1970.
Smith had rollen in een aantal televisiefilms en zijn televisieoptredens zorgden ook voor een rol in de soap Peyton Place als Dr. Robert Morton. Smith's vrouw, de actrice Edith Atwater, speelde de rol van vrouw in de serie. Hij kreeg gastrollen in verschillende televisieseries. Zijn laatste optreden was in een episode van Wonder Woman in 1977.

## Filmografie (selectie)

### Films
- Cat People (1942)
- Hitler's Children (1943)
- This Land Is Mine (1943)
- Three Russian Girls (1943)
- Youth Runs Wild (1944)
- The Curse of the Cat People (1944)
- The Spiral Staircase (1946)
- Nora Prentiss (1947)
- Magic Town (1947)
- My Foolish Heart (1949)
- The Fountainhead (1949)
- The Damned Don't Cry! (1950)
- Comanche (1956)
- Sayonara (1957)
- Party Girl (1958)
- The Mugger (1958)
- Imitation General (1958)
- The Badlanders (1958)
- This Earth Is Mine (1959)
- Strangers When We Meet (1960)
- Susan Slade (1961)
- The Balcony (1963)
- A Distant Trumpet (1964)
- Youngblood Hawke (1964)
- The Young Lovers (1964)
- The Trouble with Angels (1966)
- A Covenant with Death (1967)
- Games (1967)
- The Money Jungle (1968)
- Kona Coast (1968)
- Assignment to Kill (1968)
- Death of a Gunfighter (1969)
- The Games (1970)
- Pete 'n' Tillie (1972)
- Die Sister, Die! (1972)
- Lost Horizon (1973)
- Billy Jack Goes to Washington (1977)

### Televisie
- The Philco Television Playhouse (televisieserie, 1949-1951)
- Robert Montgomery Presents (televisieserie, 1951-1957)
- Wagon Train (televisieserie, 1957-1960)
- General Electric Theater (televisieserie, 1953-1962)
- Alfred Hitchcock Presents (televisieserie, 1955–1962)
- Naked City (televisieserie,  1958-1959 en 1960-1963)
- Have Gun Will Travel (televisieserie, 1957-1962)
- Perry Mason (televisieserie, 1961-1963)
- Gunsmoke (televisieserie, 1952-1961)
- Rawhide (televisieserie, 1959-1965)
- The Invaders (televisieserie,  1967-1968)
- Peyton Place (televisieserie, 1964-1966)
- How Awful About Allan (televisiefilm, 1970)
- The Night Stalker (televisiefilm, 1972)
- The Judge and Jake Wyler (televisiefilm, 1972)
- The Cat Creature (televisiefilm, 1973)
- Wonder Woman (televisieserie, 1977)

- Biblioteca Nacional de España: XX1072413
- Bibliothèque nationale de France: cb14044079s (data)
- Gemeinsame Normdatei: 1091070539
- International Standard Name Identifier: 0000 0001 1742 3841
- Library of Congress Control Number: n94084186
- Nationale Bibliotheek van Israël: 987007457653705171
- Istituto Centrale per il Catalogo Unico: SBNV111341
- SNAC: w6g7483r
- Système universitaire de documentation: 059765186
- Virtual International Authority File: 10049690
- WorldCat: E39PBJrgFhf6CmDtV8M786bKh3